# Gradišče, Slovenj Gradec
Gradišče je naselje v Mestni občini Slovenj Gradec.